# Bodoni
Bodoni è un tipo di carattere con grazie disegnato da Giovanni Battista Bodoni (1740-1813), caratterizzato da un alto contrasto tra le linee spesse e quelle sottili. È il classico esempio di carattere con grazie moderno.
Le grazie del Bodoni, oltre ad essere molto sottili, sono anche quasi perpendicolari al tratto principale, in contrasto con le grazie che si curvano dolcemente dei cosiddetti tipi "vecchio stile" o rinascimentali. Inoltre, l'enfasi è sui tratti verticali, dando al carattere un aspetto pulito ed elegante, anche se un po' freddo.
Lo stile originale del Bodoni è periodicamente ripreso da altri caratteri. Durante l'epoca della composizione a piombo, ogni casa produttrice di caratteri aveva la propria versione (adattata) del Bodoni. Anche oggi il Bodoni non è un carattere definito, ma una famiglia di versioni leggermente differenti l'una dall'altra, ciascuna con le proprie particolarità.
Alcune di queste versioni, come il Bauer Bodoni, mettono in evidenza il contrasto estremo fra le linee sottili e quelle principali, che può essere reso oggi assai più pronunciato grazie alle tecniche digitali (un risultato impossibile anche per i migliori cesellatori del diciottesimo secolo). Tuttavia, quando il carattere viene usato per il testo principale, e dunque a dimensioni piccole, le sottilissime grazie di questa variante diventano quasi invisibili, riducendo così la leggibilità.
Altre versioni, come l'ATF Bodoni disegnato da Morris Fuller Benton, catturano il gusto essenziale del Bodoni, dando maggiore importanza alla leggibilità piuttosto che portare all'estremo le possibilità tecniche.
Tutte le versioni moderne del Bodoni soffrono di un problema di leggibilità detto dazzle (abbagliamento), dovuto alla continua alternanza di linee spesse e sottili nella riga.
La maggior parte dei sistemi di disegno dei caratteri genera le varie dimensioni di un carattere da un singolo disegno, usando proporzioni matematicamente precise, mentre i tipografi che lavoravano con i tipi metallici invariabilmente correggevano leggermente il disegno del carattere per le varie dimensioni, ad esempio espandendoli in larghezza alle dimensioni più piccole. I tipi di carattere della famiglia Bodoni tendono ad accentuare questa differenza. Molti caratteri digitali sono basati sulle dimensioni più grandi, e questo rende le linee più sottili ancora più sottili. Alcune tipografie digitali stanno riscoprendo le
vecchie tradizioni della "scalatura ottica", e si può sperare che in futuro i caratteri saranno progettati per soddisfare l'occhio più dei principi matematici.
Il Bodoni è stato usato da varie multinazionali come parte della loro marca o per definire la loro identità societaria, per esempio dalla IBM.

## Il carattere Bodoni e Parma

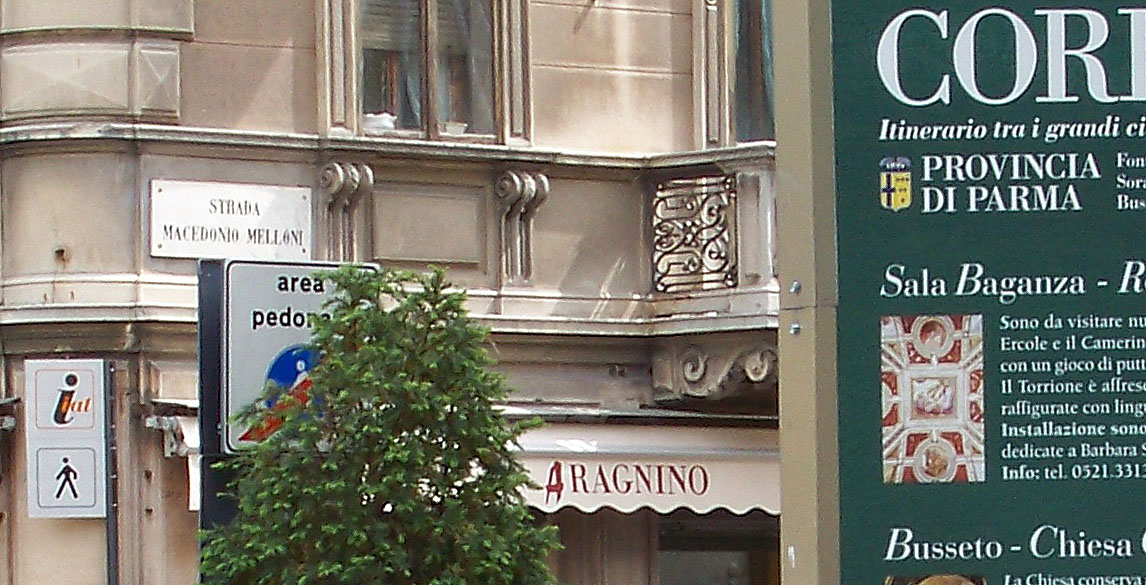
Il carattere Bodoni nelle strade di Parma

La presenza a Parma del tipografo saluzzese ha comportato nel tempo una identificazione del suo carattere tipografico con la città ducale: un abbinamento che dura tuttora dopo due secoli, e che possiamo individuare nelle opere del comune e della provincia di Parma (pubblicazioni a stampa, cartelloni pubblicitari, targhe stradali), ma anche nelle insegne dei negozi e in generale in molti testi stampati al di fuori dell'amministrazione pubblica. L'editore parmense di nascita Franco Maria Ricci ha curato la ristampa del Manuale Tipografico bodoniano e utilizza il carattere Bodoni nei suoi libri e riviste (FMR, KOS ecc.) Sempre a Parma è presente il Museo Bodoni dove si conservano ancora le opere stampate dal grande tipografo e più di 25 000 punzoni originali.
Dal 19 aprile 2021 la Gazzetta di Parma utilizza il carattere Bodoni per i titoli